# 瓊山 (瑪麗伯德地)
瓊山（英語：Mount June）是南極洲的山峰，位於瑪麗伯德地，處於佩奇山以西11公里，屬於福特山脈中菲利普斯山脈的一部分，現時由南極條約體系管理。